# 柿生站
柿生站（日语：／ Kakio eki */?）是一個位於神奈川縣川崎市麻生區上麻生五丁目，屬於小田急電鐵小田原線的鐵路車站。車站編號是OH 24。

## 歷史
本站是現在川崎市麻生區中最古老的車站，也是該區唯一在戰前開設的鐵路車站。
- 1927年（昭和2年）4月1日：開業。為「直通」班次的停靠站。
- 1937年（昭和12年）9月1日：僅小田原站方向「直通」停車（往片瀨江之島站「直通」通過）。
- 1945年（昭和20年）6月：各站停車延伸至全線，同時「直通」班次廢止。
- 1946年（昭和21年）10月1日：增加準急班次，為其停靠站。
- 1948年（昭和23年）9月：增加櫻準急班次，為其停靠站。
- 1960年（昭和35年）3月25日：增加通勤準急班次，為其停靠站。
- 1977年（昭和52年）11月20日：待避線（副本線）中止使用，之後拆除。
- 1999年（平成11年）：北口設置自動驗票閘門。
- 2004年（平成16年）12月11日：增加區間準急班次，為其停靠站。
- 2007年（平成19年）4月1日：南口設置臨時巴士總站。

### 站名由來
此地因是禪寺丸柿原產地，因而命名為「柿生村」。柿生村在1939年4月併入川崎市。

## 車站構造
本站是側式月台2面2線地面車站。新百合丘站開業前為島式月台2面4線。
剪票口分為東（南口、下行月台）西（北口、上行月台）兩處。特急券售票處在南口。剪票口與天橋間有電梯。廁所在下行月台。
上行月台剪票口附近有OX SHOP。
月台有效長度可停靠10輛編組。

### 月台配置
| 月台 | 路線     | 方向 | 目的地                 |
| ---- | -------- | ---- | ---------------------- |
| 1    | 小田原線 | 下行 | 小田原、片瀨江之島方向 |
| 2    | 小田原線 | 上行 | 新宿、千代田線方向     |

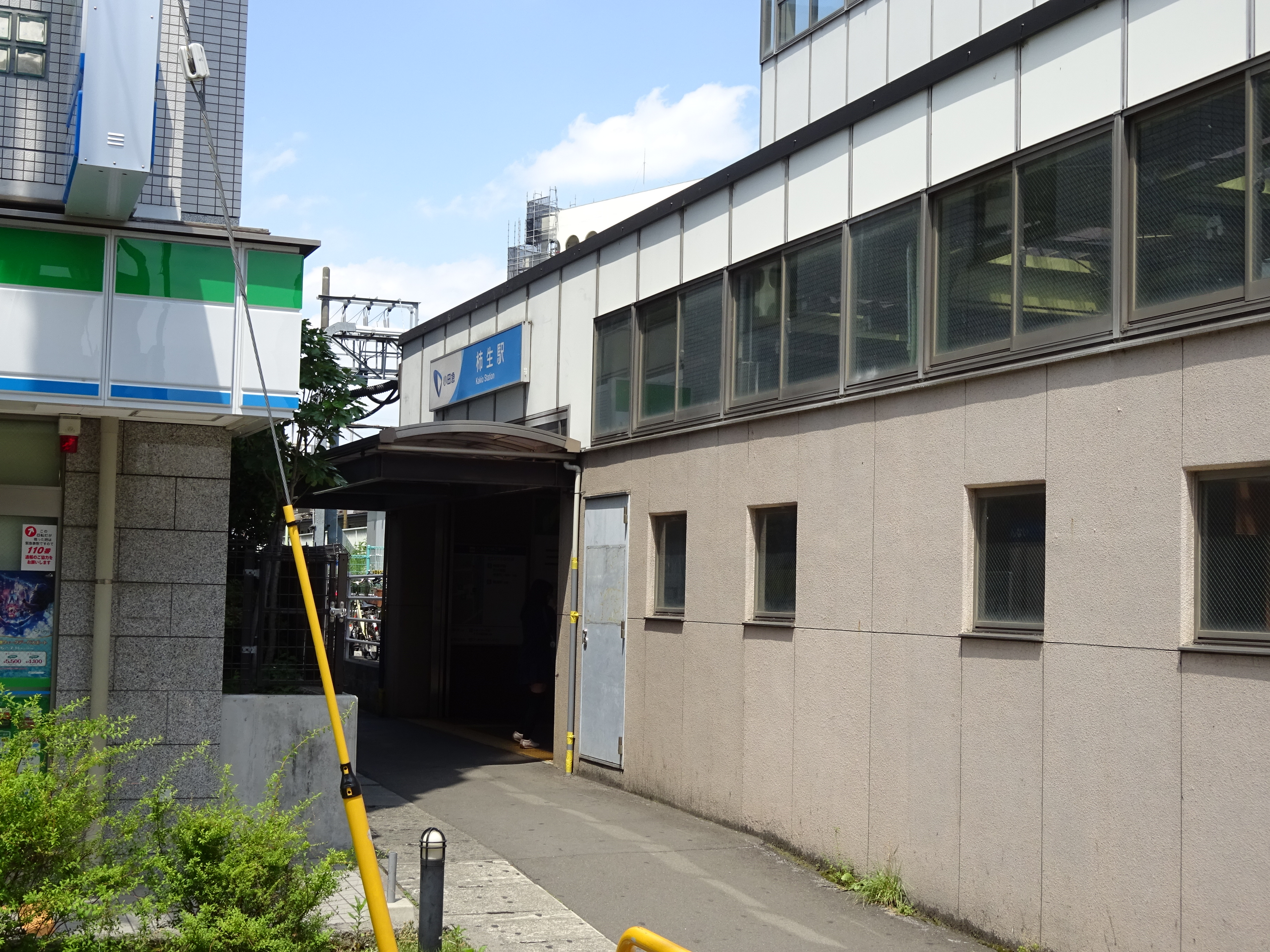
北口（2017年6月17日）
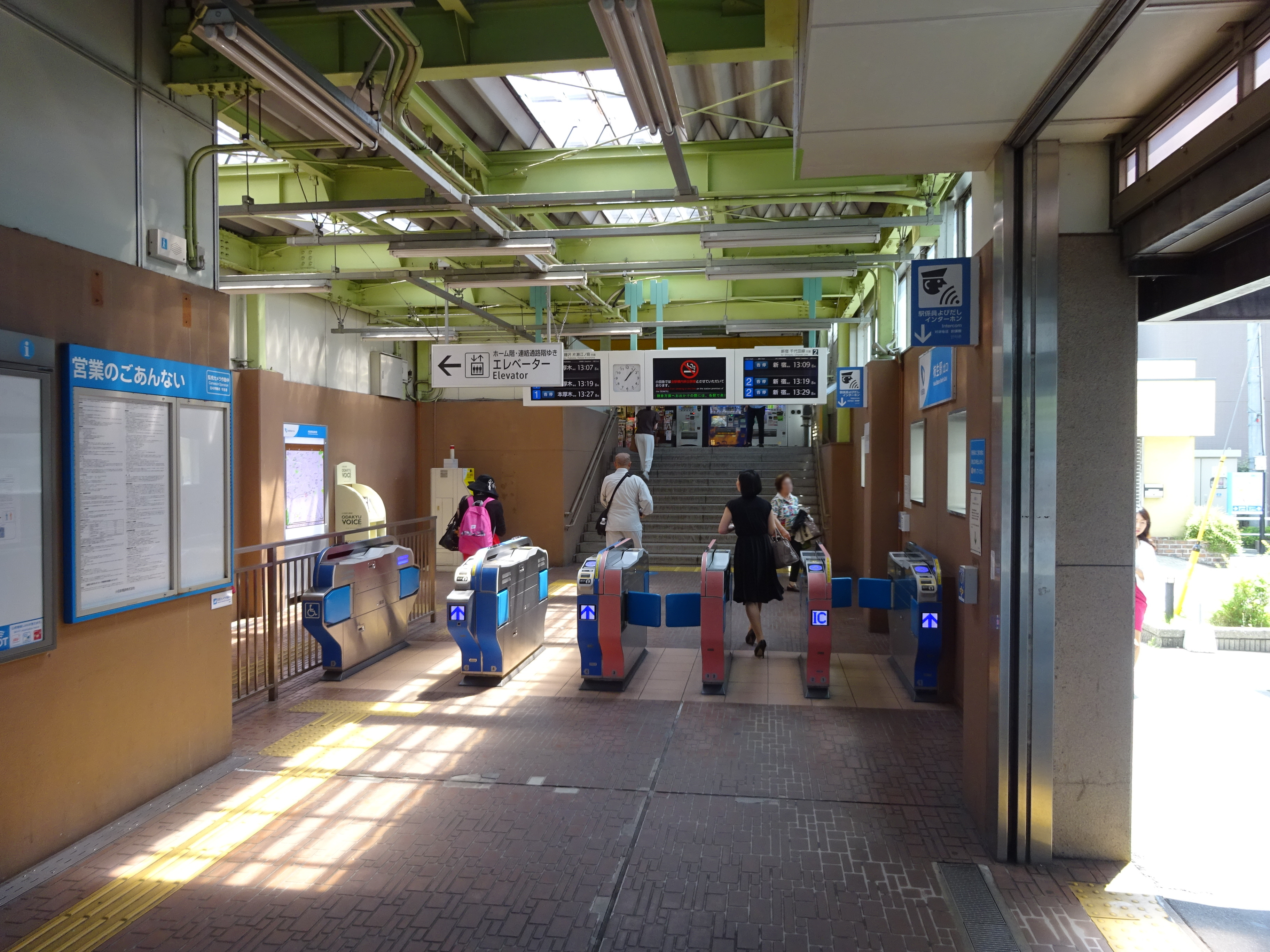
北口剪票口（2017年6月17日）
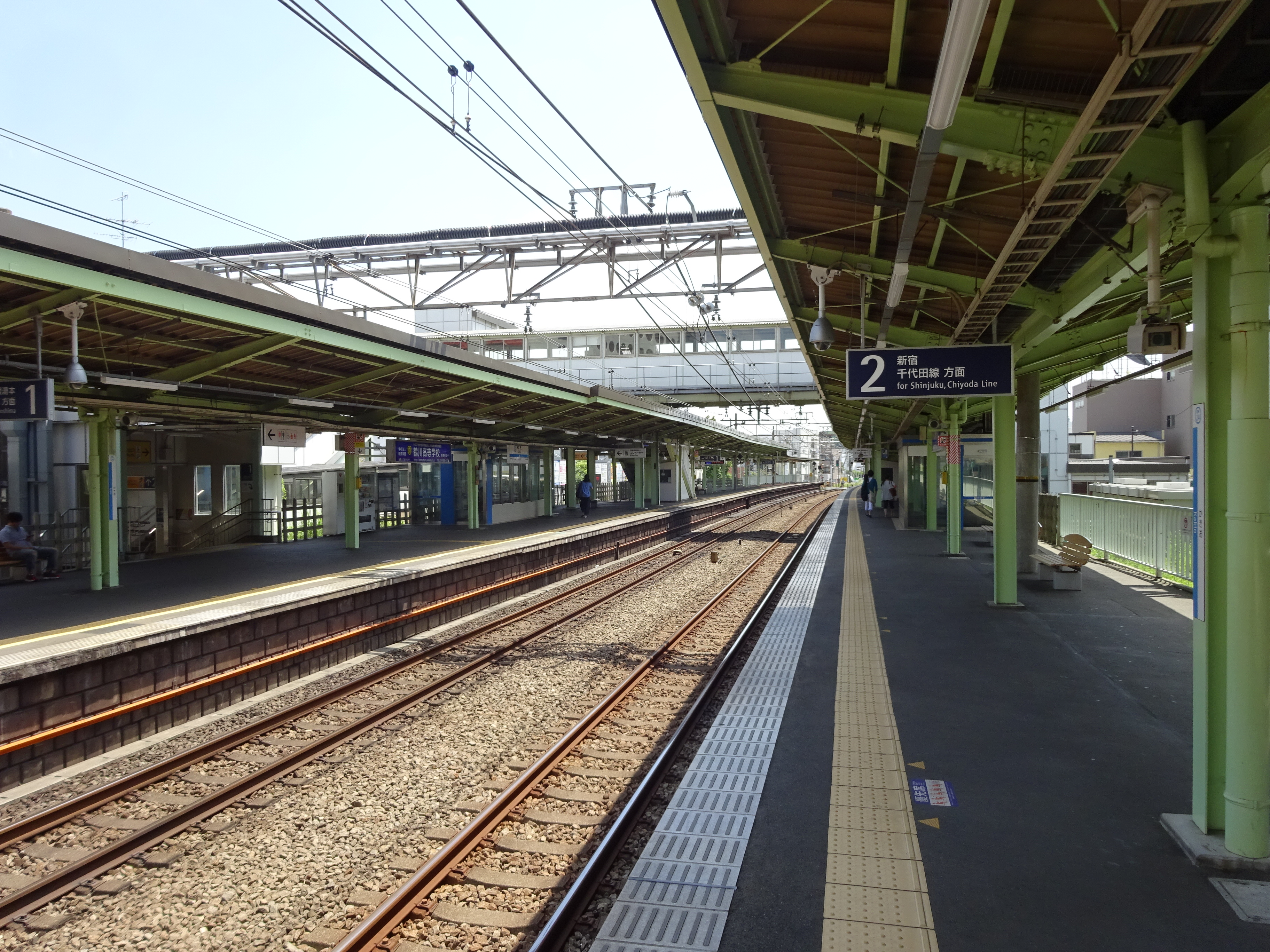
月台（2017年6月17日）

## 使用情況
2017年度1日平均上下車人次為37,504人。近年上下車人次、上車人次變化如下表。
| 年度               | 1日平均 上下車人次 | 1日平均 上車人次 | 出典     |
| ------------------ | ------------------ | ---------------- | -------- |
| 1995年（平成07年） |                    | 19,029           | [ * 1 ]  |
| 1996年（平成08年） |                    | 18,316           |          |
| 1997年（平成09年） |                    | 18,225           |          |
| 1998年（平成10年） |                    | 18,143           | [ * 2 ]  |
| 1999年（平成11年） |                    | 17,847           | [ * 3 ]  |
| 2000年（平成12年） |                    | 17,706           | [ * 3 ]  |
| 2001年（平成13年） |                    | 17,715           | [ * 4 ]  |
| 2002年（平成14年） | 34,655             | 17,413           | [ * 5 ]  |
| 2003年（平成15年） | 34,478             | 17,367           | [ * 6 ]  |
| 2004年（平成16年） | 35,029             | 17,391           | [ * 7 ]  |
| 2005年（平成17年） | 35,143             | 17,482           | [ * 8 ]  |
| 2006年（平成18年） | 35,288             | 17,574           | [ * 9 ]  |
| 2007年（平成19年） | 35,390             | 17,671           | [ * 10 ] |
| 2008年（平成20年） | 35,443             | 17,701           | [ * 11 ] |
| 2009年（平成21年） | 34,825             | 17,373           | [ * 12 ] |
| 2010年（平成22年） | 34,876             | 17,412           | [ * 13 ] |
| 2011年（平成23年） | 34,736             | 17,335           | [ * 14 ] |
| 2012年（平成24年） | 35,258             | 17,603           | [ * 15 ] |
| 2013年（平成25年） | 35,933             | 17,923           | [ * 16 ] |
| 2014年（平成26年） | 35,809             | 17,882           | [ * 17 ] |
| 2015年（平成27年） | 36,832             | 18,406           | [ * 18 ] |
| 2016年（平成28年） | 37,413             | 18,703           | [ * 19 ] |
| 2017年（平成29年） | 37,504             |                  |          |

## 車站周邊
南口有商店街、神奈川縣警察麻生警察署柿生站前交番、橫濱銀行柿生支店小田急柿生站出張所、川崎信用金庫柿生支店、柿生郵便局與JA Ceresa川崎柿生支店等。商店街東方丘陵地是大型住宅區。另外，北口有兩間超市（丸悅柿生店、相鐵ROSEN柿生店）、橫濱銀行柿生支店與三井住友銀行柿生支店、川崎市消防局麻生消防署柿生出張所等。
路線巴士乘車處分在南口（東側）與北口（西側），計程車乘車處在南口。
站前道路與廣場非常狹窄。目前正在規劃再開發事業。為確保站前道路的安全性，2007年4月1日起於車站南口鄰接地設置暫時巴士總站。
車站北部有川崎市立柿生小學校、麻生圖書館柿生分館、NTT東日本電話局及柿生綠地。河川則有麻生川與片平川。片平川在車站西部注入麻生川，麻生川在下麻生注入鶴見川。小田急線在車站南方跨越麻生川，在車站北方與麻生川平行。另外，車站南部有川崎市立柿生中學校與柿生地區會館（麻生區役所柿生出張所）等，麻生川沿岸則有三座醫院（麻生綜合醫院、麻生復健綜合醫院、柿生紀念醫院）。其西方則有麻生環境中新（汙水處理廠）及綠的廣場。
主要道路有車站西部與小田急線平行的津久井道（縣道3號），及南部與麻生川平行的橫濱上麻生道路（縣道12號）。津久井道在鶴川站東北方與鶴川街道交會。

### 巴士路線
本站可搭乘小田急巴士、川崎市交通局（川崎市巴士）、東急巴士、神奈川中央交通（相模神奈交巴士）4業者的路線巴士。

#### 南口

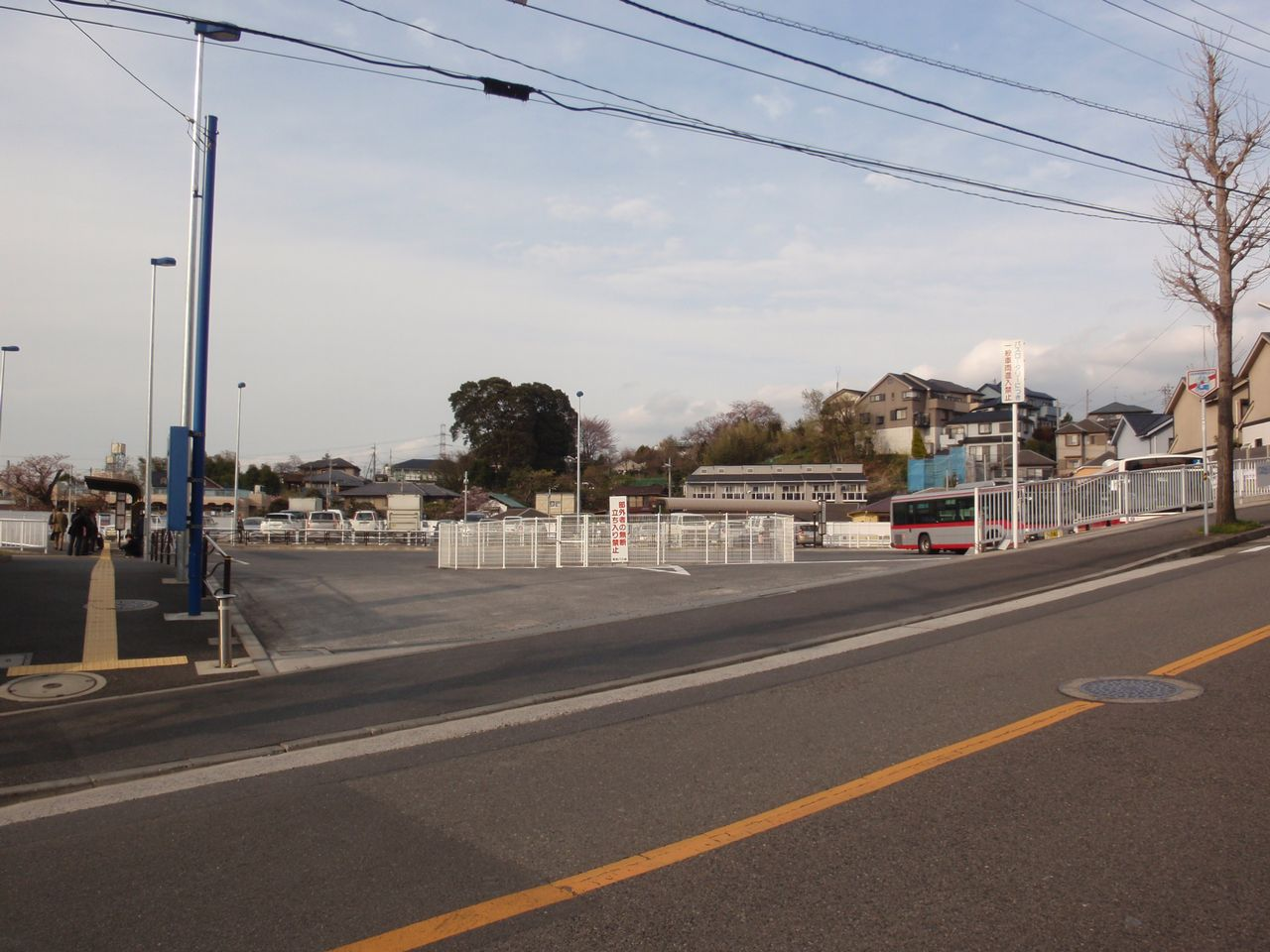
柿生站前巴士總站（南口）

- 1號乘車處
  - 柿04 - 往鷲峰營業所（川崎市巴士）
  - 溝17 - 往溝口站南口（川崎市巴士）
  - 柿21 - 往兒童國（日语：こどもの国 (横浜市)）（小田急巴士）
- 2號乘車處（東急巴士）
  - 柿01 - 往多摩廣場站
  - 柿02 - 往薄野（日语：すすき野）團地、虹丘團地（日语：虹ヶ丘団地）

#### 北口
- 4號乘車處（小田急巴士）
  - 柿22 - 往桐蔭學園（日语：学校法人桐蔭学園）
  - 柿23 (小田急、東急) - 往市尾站
  - 柿25 - 鴨志田團地循環（寺家町循環）
- 5號乘車處（小田急巴士）
  - 柿24 - 經稻城站、矢野口駅（日语：矢野口站）、調布站南口、春日野站入口往若葉台站 ※往調布站南口僅假日1班
- 北口剪票口前公寓前方（神奈中巴士）
  - 淵24 - 往淵野邊站北口　※僅假日早晨1班
  - 柿26 - 往市尾站 ※僅假日1班
- 北口剪票口前公寓對側（神奈中巴士）
  - 淵24 - 往登戶　※僅假日早晨1班
  - 柿26、柿27 - 經下黑川往若葉台站 ※僅假日1班
- 丸悅（日语：マルエツ）停車場
  - 往桐蔭學園

## 相鄰車站
小田急電鐵
 小田原線

■快速急行、■急行
通過
□通勤準急、■準急、■各站停車（通勤準急僅上行、準急僅下行停車）
新百合丘（OH 23）－柿生（OH 24）－鶴川（OH 25）

### 來源
神奈川縣縣勢要覧
1. ↑  線区別駅別乗車人員（1日平均）の推移 （页面存档备份，存于） - 21ページ
2. ↑  神奈川県県勢要覧（平成12年度）- 223ページ
3. 1 2  神奈川県県勢要覧（平成13年度）PDF - 225ページ
4. ↑  神奈川県県勢要覧（平成14年度）PDF - 223ページ
5. ↑  神奈川県県勢要覧（平成15年度）PDF - 223ページ
6. ↑  神奈川県県勢要覧（平成16年度）PDF - 223ページ
7. ↑  神奈川県県勢要覧（平成17年度）PDF - 225ページ
8. ↑  神奈川県県勢要覧（平成18年度）PDF - 225ページ
9. ↑  神奈川県県勢要覧（平成19年度）PDF - 227ページ
10. ↑  神奈川県県勢要覧（平成20年度）PDF - 231ページ
11. ↑  神奈川県県勢要覧（平成21年度）PDF - 241ページ
12. ↑  神奈川県県勢要覧（平成22年度）PDF - 239ページ
13. ↑  神奈川県県勢要覧（平成23年度）PDF - 239ページ
14. ↑  神奈川県県勢要覧（平成24年度）PDF - 235ページ
15. ↑  神奈川県県勢要覧（平成25年度）PDF - 237ページ
16. ↑  神奈川県県勢要覧（平成26年度）PDF - 239ページ
17. ↑  神奈川県県勢要覧（平成27年度）PDF - 239ページ
18. ↑  神奈川県県勢要覧（平成28年度）PDF - 247ページ
19. ↑  神奈川県県勢要覧（平成29年度）PDF - 239ページ

## 外部連結
- 柿生 - 小田急電鐵